# Nevada, Teksas
Nevada je grad u američkoj saveznoj državi Teksas. Prema popisu stanovništva iz 2010. u njemu je živjelo 822 stanovnika.